# Pedaliodes jephtha
Pedaliodes jephtha är en fjärilsart som beskrevs av Otto Thieme 1905. Pedaliodes jephtha ingår i släktet Pedaliodes och familjen praktfjärilar. Inga underarter finns listade i Catalogue of Life.